# Kirchberg (Schönberg)

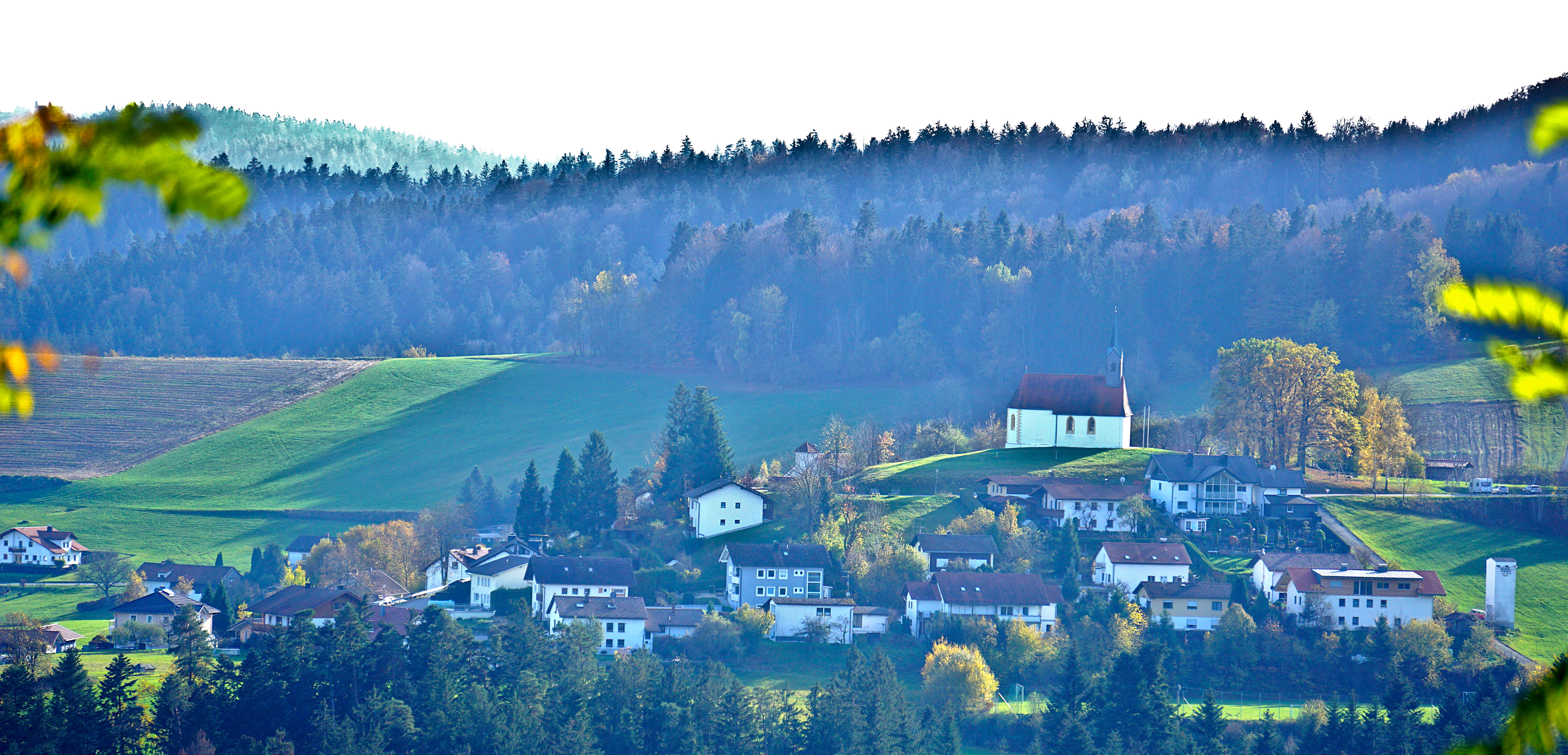
Blick auf Kirchberg vom Norden aus

Kirchberg ist ein Gemeindeteil des Marktes Schönberg und eine Gemarkung im niederbayerischen Landkreis Freyung-Grafenau. Bis 1978 bestand die Gemeinde Kirchberg.

## Lage
Das Kirchdorf Kirchberg mit der weithin sichtbaren Kirche St. Johannes der Täufer liegt etwa zwei Kilometer südlich von Schönberg.

## Geschichte
1376 verkauften die Gebrüder Wenger ein Gut zu Chirchberg an den Landgrafen von Leuchtenberg. 1395 wurden im Halser Salbuch zwei Höfe und ein Lehen verzeichnet. In der Landkarte des Philipp Apian von 1568 ist der Ort als „N. Kirchperg“ eingezeichnet. Seit 1818 bildete Kirchberg eine eigene Gemeinde. Das Dorf Kirchberg selbst zählte 1855 außer der Kirche acht Häuser. Die Freiwillige Feuerwehr Kirchberg wurde 1885 gegründet. Am 1. Mai 1978 kam die Gemeinde Kirchberg im Zuge der Gebietsreform in Bayern zum Markt Schönberg.

## Sehenswürdigkeiten
Die spätgotische Kirche, eine Filialkirche der Pfarrei Schönberg, wurde vor 1472 geweiht. Die Grundmauern sind romanischen Ursprungs. Die gotische Wandmalerei wurde bei der Restaurierung 1966/67 freigelegt und sind teilweise erhalten. Auch die drei Holzfiguren in den Nischen des barocken Altares, Maria mit dem Kind und an ihren Seiten die heiligen Johannes der Täufer und Johannes der Evangelist, stammen aus dieser Zeit.